# 331105 Giselher
331105 Giselher este o planetă minoră (asteroid) din centura de asteroizi. A fost descoperită pe 13 decembrie 2009 la  de Rainer Kracht⁠(d). 
Obiectul prezintă o orbită caracterizată de o semiaxă mare de 2,3426087391168 UAi, o excentricitate de 0,13, o înclinație de 2,9 ° în raport cu ecliptica.